# Banda (langues)
Cet article concerne la langue banda. Pour le peuple banda, voir Banda (peuple).
Pour les articles homonymes, voir Banda.
Le banda est une langue ou un groupe de langues oubanguiennes parlée(s) par 656 000 personnes en République centrafricaine et au nord de la République démocratique du Congo par les Banda.

## Classification
Les classifications de Kenneth Olson et Cloarec-Heiss placent les langues banda dans le groupe des langues oubanguiennes. Elles sont groupées sous l'arborescence suivante (dialectes en italiques) :
- langues banda
  - banda central
    - banda yangere
    - noyau central
      - banda Bambari
      - banda banda
      - banda Mbrès
      - banda Ndélé
      - banda médian sud
        - gobu
        - gpagua
        - banda médian sud
          - bongo
          - duqpu
          - wasa
          - yakpa

        - mono
        - ngundu

      - banda togbo-vara
        - togbo
        - vara

  - mbandja
  - ngbundu
  - ngbugu-langbasi
    - banda sud central
    - langbashe

  - banda ouest central

## Lexique
Lexique des langues banda selon Moñino (1988):
| Français           | Linda         | Yangere         | Ngao              | Vara       | Wojo              | Dakpa           | Langbasi     | Mbanza        |
| ------------------ | ------------- | --------------- | ----------------- | ---------- | ----------------- | --------------- | ------------ | ------------- |
| abeille            | kótòrò        | wótɔ̀rɔ̀          |                   | wátèrə̀     | wótòrò            | wátòrò          | wátòʁò       | ⱱátɔ̀lɔ̀        |
| acide (vb.)        | kpì           |                 | kpì               | kpì        | kpi               | kpì             | kpi          | kpi           |
| aile               | kōmbō         | màmbō           | kōmbō             | kɔ̄mbō      | ōmbō              | kōmbō           | kōmbō        | kāmbō         |
| aller              | nā            | nē              | nā                | nā         | na; dara; gu      | gū              | gu; ʔe       | na            |
| amer (vb.)         | ʃù            | sù              | ʃù                | ʃù         | ʃu                | ʃù              | ʃu           | su            |
| animal             | àgìà          | gìà ~ dìà       | gìà               | àgìà       | gìà               | àgìà            | gìàgìà       | sóngbā        |
| année              | ə́ngú          | ngúngú          | úngú              | ə́ngú       | úngú              | ə́ngú            | ngúngú       | mbúgú         |
| appeler            | ʔē            |                 | ʔē                | ʔē         | ʔe                | ʔē              | ʔe           | ʔe            |
| arbre              | āyɔ̄           | ndōjō ~ njōjō ? | ōyō               | āyɔ̄        | yōyō              | ndɔ̄gɔ̄rɔ̄         | yōyō         | yɔ̄yɔ̄          |
| attacher, lier     | ʔī            | ʔī              | ʔī                | ʔī         | ʔi                | ʔī              | ʔi           | ʔi            |
| blanc              | ə́mbí          | mbímbí          |                   | ə́mbí       | ə́gúrú             | ə́gúrú           | gúgúʁú       | ógúlú         |
| boire              | njū           | njō             | njō               | njō        | nju               | njū             | njo          | nzu ~ nju     |
| bon (être)         |               | cɔ̄              | cō                |            | ga                |                 |              | zo̰            |
| bouche             | àmà           | màmà            | àmà               | àmà        | àmà               | àmà             | màmà         | màmà          |
| bras               |               |                 |                   |            |                   |                 |              |               |
| brouillard         | ɔ̄ndɔ̄rɔ̄        |                 | ōndōrō            | ndɔ̄rɔ̄      | ndōrō             | ndɔ̄rɔ̄           | ndōʁō        | ndɔ̄lɔ̄         |
| brûler (intr.)     | ʒū            | zū              | dā                | ʒū         | ʒu                | ʒū              | ʒu           | zu            |
| brûler (trans.)    | ʃò            | sō              | ʃō                | ʃò         | ʃe                | ʃò              | ʃo           | sio           |
| ceci               | sə́yē          | mə́sé tɛ̀ɛ̄        | ə̀ né ʃí           | sə́yā       | à nā kó           | tátə̀ʔē          |              | cànāá         |
| cela               | sə́ʔé          | mə́séʔé          | ə̀nə́máí            | sə́wáé      | à nā ɓâɲ          | táʔīā           |              | cànākā        |
| ce en question     | sə́wó          |                 | nə̀                |            | nā                |                 |              |               |
| cendres            | mvōrōwò       | mbɔ̄rɔ̄wò         | mvə̄rə̄wò ~ mvōrōwò | vōrōwò     | mbūrū             | vōrōwò          | vōʁōwò       | vōlōwò        |
| champ              | kɨ̄ndɨ̄         | kēndē           | kīndī             | kɨ̄ndɨ̄      | kɨ̄ndɨ̄             | kɨ̄ndɨ̄           | kɨ̄ndɨ̄        | kɨ̄ndɨ̄         |
| charbon            | ngārāwò       |                 | kìlínjāō          | ngɨ̄rɨ̄wò    | ngīrīwù           | mbūrūwò         | mbūʁūwù      | ngēlēwò       |
| chaud              |               |                 | fūò               |            | hōò               |                 |              |               |
| chauffer           | wò            | wò              | wò                | wò         | wo                | wò              | wo           | wo            |
| chemin             | āwā           | wāwā            | āwā               | āwā        | àmbíʒī            | gbə̄lō           | kóbò ~ kɔ̄bɔ̀  | màngbézē      |
| chèvre             | yābùrù        | yōbùrù          | yābùrù            | ābə̀rə̀      | yābòrò            | yābùrù          | ābòʁò        | yābùlù        |
| chien              | yāvóró        | yāfóró          | yāvúrú            | āvə́rə́      | yāvɔ́rɔ́            | yābóró          | āvóʁó        | yāvóló        |
| chose              | ə̀rə̀           | ə̀rè             | ə̀rə̀               | ə̀rə̀        | ə̀rə̀               | ə̀rə̀             | ʁə̀ʁə̀         | ùlù           |
| cinq               | mīndû         | mīndû           | mīndû             | mīndû      | mīndû             | mīndû           | mīndû        | mīndû         |
| cœur               | ə̀lù           |                 | làsù              | ə̀lù        | làsù              | ə̀lù             | bèbè         | bèbè          |
| colline/termitière |               |                 |                   |            |                   |                 |              |               |
| compter            | dɨ̄            | dē              | dī                | dɨ̄         | dɨ                | dɨ̄              | dɨ           | de            |
| connaître          | wɨ̄sə́          | wōsé            | wūsə́              | wūsə́       | w̰ṵ́sé              | wūsə́            | wusə́         | w̰ṵsé          |
| corde              | ə́wú           | wúwú            | úwú               | ə́wú        | úwú               | ə́wú             | wúwú         | wúwú          |
| corne              | ə̀dɨ̀           | dèdè            | ìdì               | ə̀dɨ̀        | kòdè              | òdù             | dùdù         | ə̀dɨ̀           |
| cou/gorge          |               |                 |                   |            |                   |                 |              |               |
| couper (couteau)   |               | wā              | wā                | wā         | wa                | wā              | wa           | wa            |
| couper (hache)     | dē            | jɛ̄              | dē                | dē         | de                |                 | de           | de            |
| cracher            | kū            | tō              | tū                |            | wa ngúsū          |                 |              |               |
| creuser            | jī            | jī              | jī                | jī         | ji                | jī              | ji           | ji            |
| cuire              | fà            | fà              | fà                | fà         | fa                | fà              | fa           | fa            |
| cuisse             | ə̄kū           | kūkū            | ūkū               | ōkū        | ōkū ~ ūkū         | ə̄kū             | kūkū         | ⱱíté          |
| cul, fondement     | bùdú          | bùdú            | bùdú              | bùdú       | gūrūmbī; kílíngbī | ʃû              | kūʁōjè       | bāmbī         |
| cultiver           | jō            | jō              | jō                |            | jo                |                 |              | jo            |
| danser             | dɔ̄; mvī tə́ yē | ngɔ̄             | vū; vū tə́         | dɔ̄; vī     | vu                | dō              | da           | vɨ            |
| debout (être)      | kā-làfó       | kā-kálàfó       | kā-kálàfú         | kā-làfə́    |                   | kā-làfó         | kuʁu-làfó    | kulu          |
| dent               | ə̄ʒī           | zīzī            | īʒī               | ēʒī        | kājī              | ə̄ʒī             | ʒīʒī         | zīzī          |
| deux               | bīʃì          | bīsì            | bīʃì              | ɓīʃì       | bīʃì              | ɓīʃì            | ɓīʃì         | bīsì          |
| dire               | pā            | pā              | pā                | pā         | yâdə́; yɔ̀rɔ̀        | pā              | to           | to            |
| donner             | zā kə̄         | zā fō           | zā kə̄             | zā sə̄      | za fē             | zā ʔē           | za ʔē        | za fē         |
| dormir             | lō            | lō              | lō                | lō         | lo                | lō              | lo           | lɔ            |
| droite (à)         | ndókɔ̄         | kūnè            | kūnì              | kūnù       | ndókō             | ndɔ́kɔ̄           | ndókō        | ndɔ́kɔ́         |
| eau                | ə́ngú          | ngúngú          | úngú              | ə́ngú       | úngú              | ə́ngú            | ngúngú       | ə́ngú          |
| écorce             | kòngɔ́         | kócū            | kúcū; kùngá       | kòngɔ́      | kúcū              | kɔ̀ngɔ́; kácū     | kpòtò        | kɔ̀ngɔ́         |
| éléphant           | mbə̀là         | mbə̀là           | mbə̀là             | mbə̀là      | mbàlà             | mbàlà           | mbàlà        | mbàlà         |
| enfant             | ə̀gbə̀lə̀        | ə̀gbòlò ~ ə̀gbòrò | gbòlò             | bèʃē       | wáyà              | yāgbèʃē         | bèʃē         | yābèsē        |
| enfanter           | zū            | zū              | zū                | zū         | zu                | zɨ̄              | zu           | zu            |
| enfler             | mèrə̀          | mèrè            | mə̀rè              | mèrə̀       | mɛrɛ              | mèrə̀            | meʁə         | mele          |
| entendre           | jī            | jī              | jī                | jī         | ji                | jī              | je           | ji            |
| envoyer            | ⱱā            | ⱱɔ̄              | ⱱā                | ⱱə̄         | ⱱa                | ⱱō              | to           | ⱱa            |
| épine              | ə̀ʃì           | sìsì            | ìʃì               | ə̀ʃì        | ìʃì               | ə̀ʃì             | ʃìʃì         | ìsì           |
| étoile             | àmbérépè      | ɛ̀mbɛ́lɛ́pɛ̀        | àmbə̀répè          | àmbérépè   | àngírípì          | ákíárá          | kéʁə́         | àmbélépè      |
| étranger           | yìrɨ̀          | gɛ̀nɛ̀            | yìrì              | yìrə̀       | gènè              | yìrɨ̀            | yìʁɨ̀         | gɛ̀nɛ̀          |
| excréments         | ə̄yū           | yūyū            | ūyū               | ə̄yū        | ūɲū               | ə̄yū             | ɲūɲū         | ɲūɲū          |
| façonner (pot)     | sō            | sō              | sō                | sɔ̄         | sua; ɗafo         | sōā             | mbə          | sua           |
| fagot              | kácè          | kásè ~ kácè     | kácù              | yāwò       | yāwò              | yāwā            | ɛ̄wò          |               |
| faim               | ə̀gò           | gògò            | ògò               | ə̀gò        | ògò               | ògò             | gògò         | ògò           |
| farine             | njíwɨ̄         | njúwō           | njúwū             |            | zúwā              |                 |              | zúwā          |
| femme              | yāʃē          | yāsē            | yāʃē              | āʃē        | ɲāʃē              | yāʃē            | āʃē          | ɲā̰sē          |
| fer                | kōwɔ̄          | kɔ̄wō            | kōwō              | kōwō       | kō                | kōwō            | kōwō         | kōākōā        |
| feu                | ə̀wò           | wòwò            | òwò               | ə̀wò        | òwò               | ə̀wò             | wòwò         | wòwò          |
| feuille            | kākó          | kākó            | kākú              | kākó       | kākó              | kākó            | kākó         | kākó          |
| filet              | gbándà        | gbándá          | gbándà            |            | gbándà            |                 |              |               |
| finir              | kā            |                 | ngòlò             | kā         | ka                | kāmà            | ka           | ka            |
| flèche             | àkòrà         | kɔ̀kɔ̀rà          | njípírí           | àkòàrà     | kùàrà             | àkòàrà          | kòàkòàʁà     | kpīlī         |
| foie               | ə̀bè           | bɛ̀bɛ̀            | èbè               | ə̀bè        | èbè               | ə̀bè             | lémá         | kɔ̀fùlù-bè     |
| forger             | dū            |                 | dā ndàwò          | tɔ̄ ndàwò   | mborə             | mbə̀ ndàwò       | mbə ndàwò    |               |
| frapper, battre    | dā            | dā              | dā                | dā         | ɓi; woro          | ɓī              | ɓi           | bi            |
| froid              |               |                 |                   |            |                   |                 |              |               |
| fructifier         | lē            | lɛ̄              | lē                |            | le                |                 |              |               |
| fumée              | ngáwò         | ngáwò           | ngáwò             | ngáwò      | ngówà             | ngáwò           | ngáwò        | ngówà         |
| gauche (à)         | gə̀lè          | gə́lɛ̀            | gèlè              | gə̀lè       | gàlè              | gìlì            | gèlè         | gèlè          |
| genou              | kōtà          | kótà            | kūtà              | kōdà       | kùmù-dà           | kōdà            | kōtà         | kōdà          |
| graisse/huile      |               |                 |                   |            |                   |                 |              |               |
| grand              | ə́gérə́         | jéjé            | ə́géré             | ə́gérə́      | gèrè              | égéré           | gégéʁə́       |               |
| gratter (se)       | ngùrù         | ngòrò           | ngùrù             | ngùrù      | nguru             | ngùrù           | nguʁu        | ngolo         |
| griller            |               |                 |                   |            | zo                |                 |              |               |
| guerre             | kōwɔ̄          | kɔ̄wō            | kōwō              | kōwō       |                   | kōwō            | kōwō         | kōākōā        |
| herbe              | gūsū; ə̄bē     | gūsū            | gūsū              | gūsū; ə̄bē  | gūsū              | gūsū            | gūsū         | ēbē           |
| homme              | kōʃē          | kɔ̄sē            | kōʃē              | kōʃē       | yākōʃē            | kōʃē            | kōʃē         | yākōsē        |
| hyène              | gbɔ̀ngɔ́        | gbɔ̀ngɔ̄          | gbòngó            | gbɔ̀ngɔ́     | ɓòngō             | gbòngó          | gbòngó       | zúkú; zíkú    |
| il                 | cè; ə́         | cè; é           | sə̀; ə́             | cè; ə́      | cè; á             | cè; ā           | cè; ā        | cà; á         |
| ils                | ə̀njē          | njē             | njī               | ə̀njē       | ànjē              | ànjē            | ànjē         | ànjá kúí ànjá |
| intestins          | ʃétá          | sétá            | ʃítá              | ʃétá       | sétá              | ʃétá            | ʃété         | sété          |
| je                 | mə̄            | mō              | mə̄                | mē         | mē; mə̄            | mē              | mē           | mɛ̄            |
| jumeaux            | ā méyā        | à míà           | à míā             |            | à méyā            |                 |              |               |
| lancer, jeter      | ⱱī            | ⱱī              | tō; yī            | vē         | ⱱi                | ⱱī              | yi           | ⱱi            |
| langue (organe)    | tīmà          | tīmè            | tīmà              | tīmà       | tāmbī             | tīmà            | tīmà         | tīmbī         |
| laver              | yūtù; gītù    | yūtū            | yùtù              | yūtù       | yutu              | yùtù            | yutu         | yutu; yitu    |
| long               | ə̄ngɨ̄rɨ̄; ə̄gū   | gūgū            | īngīrī; gū        | ə̄ngīrī     | ūgū               | gū              | ngɨ̄ngɨ̄ʁɨ̄     | gū; gu        |
| lourd              | kə̄lɨ̄          | lè              | īlɨ̄               | ə̄lɨ̄        | əlɨ̄               | ə́gbó            | sɨ           | lɨ            |
| lune               | yípɨ̄          | yúpō            | yípī              | yípī       | ỹípū              | yípū            | yípī         | ɲépɨ̄          |
| maison             | àndà          | àndà            | àndà              | àndà       | ndàndà            | àndà            | ndàndà       | ndàndà        |
| manger             | zɨ̄            | zē              | zī                | zɨ̄         | zɨ                | zɨ̄              | zɨ           | zɨ ~ zi       |
| marche             | áná           | néné            | áná               | áná        | kēná; áná         | ə́nə́             | kə́nà         | kèná          |
| marcher            | nā áná        | nē néné         | nā áná            | nā áná     | na                | nə̄ ənə́          | na           | lo            |
| mauvais (être)     |               |                 | ìmbrì; ágán       | ə́kpé       |                   | ə̄kī             | kīkī         |               |
| mère               | èyī           | èyī             | àyī               | èyī        | ànō               | ayī             | àɲī          | ànɔ̄           |
| montagne           | kàgà          | kàgà; ngāwōlā   | kàgà              | kàgà       | kàgà              | kàgà            | àgà gà       | kòtò          |
| mordre             | lō            | lō              | lō                | lō         | lo                | lō              | lo           | no            |
| mortier            | kòfɔ̄rɔ̄        | kòfōrō          | kòfōrō            |            | fūrū              |                 |              |               |
| mouche             | vōmā          |                 | vūmā              | vōmā       | vōmā              | vōmā            | vōmā         | vōmɔ̰̄          |
| mourir             | cū            | cū              | cū                | cū         | cu                | cū              | cu           | cu            |
| ne...pas           | nē            | nə̄; tà          | á...nə̄            | nē         | á ... nē          | nē; bá...nē     | àbə́          | nē            |
| neuf, nouveau      | tāfà          | tɔ̄fɔ̀            | tōfò              | tāfə̀       | tāfò              | tāfò            | tātāfò       | tāfò          |
| nez                | ngāwɨ̄         | màwō            | màwū; ūwū         | ngāwū      | ṵ̄w̰ṵ̄               | ə̄wū             | wūwū         | w̰ṵ̄w̰ṵ̄          |
| noir               | ə̄bū           | būbū            | ūbū               | ə̄bū        | ūbū               | ə̄bū             | būbū         | būbū          |
| nom                | ʔɨ̄rɨ̄          | ʔērē            | ʔīrī              | ʔārā       | ērē               | ʔīrē ~ ʔērē     | ʔēʁə̄         | ʔēlē          |
| nombreux (être)    | ngbā          |                 | ngbā              |            | ngba              |                 |              |               |
| nombril            | bítù          | túrúngù         | bítì              | túrúngù    | bítì              | ngɨ̄ⱱɨ̄           | kpòlèndòʁòvū | bítù          |
| nous               | ə̀zə́; ʔā       | ʔà; ʔā          | ʔà; ʔā            | ə̀zə́; ʔāʔā  | àzə̄; ʔā           | àzá; ʔāʔá       | àzə̄          | ʔā̰; ɲā        |
| nuit               | célə́bū        | súlúbū          | kúlúbū            | cádə̀būcú   | cə́lə́bū; kúlúbū    | célə́bū          | cébú         | cóbúlé        |
| œil                | àlà           | làlà            | àlà               | àlà        | àlà               | àlà             | làlà         | célà          |
| œuf                | ə̄pɨ̄rɨ̄         | pērē            | īpīrī             | pə̄rə̄       | pōrō              | ōpōrō           | pōʁō         | pɨ̄lɨ̄          |
| oiseau             | yānū          | yōnū            | yānū              | ānū        | yānū ~ ỹānū       | yānū            | ānɨ̄          | ɲānū ~ ỹānū   |
| oncle maternel     | ʔòʔú          | ʔòʔú            | ʔàʔú              | ʔə́ʔú       | ʔàʔú              | ʔàʔú            | ʔàʔú         | ʔàʔú          |
| ongle/griffe       | ngōpé         | kùngbá-kɛ̄nɛ́     | ngōpé             | ʃīmbī      | sōngōpé           | ngōpé-né        | ʃīmbī        | kèlékɔ̄-né     |
| oreille            | ə̄tū           | tūtū            | ūtū               | ōtū        | ūtū               | ōtū             | tūtū         | tùtù          |
| os                 | gbābī         | gbēbī           | gbāgbī            | gbābī      | gbābī             | gbābī           | gbābī        | gbābī         |
| panthère           | múrú          | múmúrú          | múrú              | múrú       | mírú              | émírí           | míʁə́         | mílú          |
| peau               | ákóá ~ ákó    | kɔ́kɔ́            | ókó               | ákɔ́        | kuákuá            | ɔ́kɔ́             | kpòtò        | kɔ́kɔ́          |
| père               | àbá           | àbá             | àbá               | àɓà        | àbá               | àbá             | ɓàɓà         | àbá           |
| personne, gens     | ə̄zū           | ōzū             | ūzū               | ə̄zū        | ūzū               | ə̄zū             | ɓàlíá        | ōzū           |
| petit              | ə̀ngɨ̀          | ngèngè; yāyā    | ìngì; āyā         | ə̀ngɨ̀       | ə̀ngɨ̀; āyā         | ə̀ngɨ̀            | āyā          | yā; fɛ̰́        |
| peur               | àwà           | wàwà            | àwà               | àwà        | àwà               | àwà             | wàwà         | òwà           |
| pied               | ōnū           | nūnū            | ūnū               | àdà        | àdà               | àdà             | dàdà         | dà            |
| pierre/caillou     |               |                 |                   |            |                   |                 |              |               |
| plaie              | ə̀kù           | kùkù            | ùkù               | ə̀kù        | ùkù               | ə̀kù             | kùkù         | ùkù           |
| planter            | ʃī            | sī              | ʃī                | ʃī         | ʃi                | ʃī              | ʃi           | si            |
| plein (être)       | sū            | bē              | sū                | sū         | su                | sū              | sɨ           | su            |
| pleurer (pleurs)   | kɨ̀            | kè              | kì                | kɨ̀         | kɨ                | kɨ̄              | kɨ           | kɨ            |
| pluie              | yāvɨ̄rɨ̄        | yɔ̄fɔ̄rɔ̄          | yāvōrō            | yīvārā     | yāvūrū ~ ɲāvūrū   | līvīrī ~ ỹīvīrī | ɲāvūʁū       | yāvɨ̄lɨ̄        |
| poil/plume         | ə̀sù           | sùsù            | ùsù               | ə̀sù        | ùsù               | ə̀sù             | sùsù         | sù            |
| poisson            | gìàngú        | súngú           | súngú             | súngú      | súmāngú           | gìàngú          | gìàngú       | kāfángú       |
| pou                | ə́cɔ́           | cócó            | ɔ́cɔ́               | ə́có        | àcó               | ə́có             | còcó         | àcó           |
| poule              | ngātə̄         | ngātō           | ngātū             | ngātə̄      | ngōtō             | ngɔ̄tɔ̄           | ngōtō        | ngɔ̄tɔ̄         |
| pourri (être)      | fū            | fō              | fū                | fɨ̄         | fu ~ fṵ           | fɔ̄              | fɔ           | fɨ ~ fɨ̰       |
| prendre            | zā            | zā              | zā                | zā         | za                | zā              | za           | za            |
| profond (être)     | lī            | lī              | lī                | lī         | li                | lī              | li           | li            |
| puiser             | tō            | tō              | tō                |            | tu                | tū              |              |               |
| quatre             | və̀nā          | vànā            | və̀nā              | vànā       | vànā              | vànā            | vòànō̰        | vànā          |
| queue              | dàmbá         | dàmbá           | dàmbá             | dàmbá      | dàmbá             | dàmbá           | dàmbá        | dàmbá         |
| qui ?              | ə̀dè           | ɗɛ̀              | àdè               | ə̀də̀        | dà                | ə̀dɨ̀             | càbá         | ʔīdɔ̀          |
| quoi ?             | yēkà          | yēkɔ̀            | yīkò              | gàdì       | gàdò              | yēmá            | yēmá         | ɲēmáā         |
| racine             | ə̄ʃē           | sēsē            | ēʃē               | ēʃē        | ēʃē; ʃēkēdē       | ə̄ʃē             | ʃēʃē         |               |
| respirer           | wɨ̄            |                 | wū                | wū         | wu                | wū              | wu           | wu            |
| rester, être assis | sə̀ gàtɨ́       | sè kēté         | jō kâtí           | sə̀ gàtɨ́    | sə ɓá yàtá        | wā ēgbéʃā       | sə béʃè      | sa àtá        |
| rire               | mō            | mō              | mɔ̄                | mō         | mo                | mɔ̄              | mɔ           | mo            |
| rosée              | ngómē         | ngómɛ̄           | ngúmē ~ ngúmɛ̄     | ngómē      | ngɔ́mɛ̄             | ngómē           | ngómē        | ngóbē         |
| rouge              | ə́dóró         | dódóró          | ówóró             | ə́dóró      | ə́dóró             | ə́dóró           | dódóʁó       |               |
| sable              | mīndū         | mbīndū          | mīndū             | mīndū      | mbūtū             | mīndū           | wòyè         | zɨ́lɨ̀          |
| sagaie             | ə̄dū           | dūdū            | údú               | ə̄dū        | ūdū               | ə̄dū             | dūdū         | dūdū          |
| saison sèche       | ngbágú        | ʔɔ́rɔ́sé          | ngbógú            | ngbógú     | ʒǔcú; gbúkūcú     | ngbúgú          | bùʁū         | màmbúgú       |
| saison des pluies  | yāvɨ̄rɨ̄; ə́ngú  | ngú-yɔ̄fɔ̄rɔ̄      | ōvōrō             | ngú-yīvārā | ɓàrà yāvūrū       | ngú-līvīrī      | zōngō        | màngú yāvɨ̄lɨ̄  |
| sang               | ə̄njī          | njīnjī          | īnjī              | ə̄njī       | ʒīʒī              | ə̄ʒī             | ʒīʒī         | zī            |
| sec (être)         | ʔɔ̀rɔ̀          | ʔɔ̀rɔ̀            | ʔùrò              | ʔɔ̀rɔ̀       |                   |                 | gbákū        |               |
| sein               | àngɔ̀          | ngɔ̀ngɔ̀          | òngò              | àngɔ̀       | òngò              | àngɔ̀            | ngòngò       | ngɔ̀ngɔ̀        |
| sel                | ə̀ngbɨ̀rɨ̀       | ngbèngbèrè      | ìngbìrì           | ə̀ngbə̀rə̀    | ngbɨ̀rɨ̀            | ə̀ngbɨ̀rɨ̀         | ngbɨ̀ʁɨ̀       | ngbɨ̀lɨ̀        |
| semence/graine     |               |                 |                   |            |                   |                 |              |               |
| sentir (intr.)     |               |                 |                   |            |                   |                 |              |               |
| serpent            | ókóró         | kókóró          | ókóró             | ākóró      | yākóró            | yākóró          | àkóʁó        | yākóló        |
| soleil             | àlɔ̀           | lɔ̀lɔ̀            |                   | òlò        | ə̀lò; òlō          | ɔ̀lɔ̀             | lòlò         | lɔ̀lɔ̀          |
| souffler           | ʔùrù          | ʔùrù            | ʔùrù              | ʔùrù       | ʔuru              | ʔùrù            | ʔuʁu         | ʔulu          |
| sucer              | lā            | lā              | lā                | lā         | la                | lā              | la           | la            |
| sucré (être)       | ndù           | ndù             | ndù               | ndù        | ndu               | ndù             | ndu          | ʔene          |
| termite            | àbò           | kɔ̀kɔ̀            |                   | àbò        | àbɔ̀àbɔ̀            | àbò             | bòbò         | àbò           |
| terre, sol         | àʃɔ̀           | sɔ̀sɔ̀            | òʃò               | àʃɔ̀        | ʃə̀ʃò; òʃò         | ɔ̀ʃɔ̀             | ʃòʃò         | ɛ̀sìɔ̀          |
| tête               | kūmù          | kūmò            | kūmù              | kūmù       | kùmù              | kūmù            | kūmà         | kɔ̄lɔ̄          |
| téter              | ʔɔ̀            | ʔɔ̄              | njō òngò          | ʔə̄         | ʔa̰                | ʔā              | ɓi           | ʔa̰            |
| tomber             | tē            | cɛ̄              | tē                | tē         | ti ~ ci           | tē              | te           | ti            |
| tortue             | bākɔ̀ngɔ̄       | tānā; ngéréndā  |                   | bākòngɔ̄    | ngéréndā          | kúlá            | kúlá         | kɔ́ⱱɔ̀          |
| tous, tout         | nɔ́            | ɗá              | gbə́lá             | nɔ́         | kuáỹ              | gbálé           | ɲá; kúé      | kúí           |
| tousser            | tīkɔ̀          |                 | cìkò              | tēkɔ̀       | teko              | tēkɔ̀            | teko         | tekɔlɔ        |
| tranchant          |               |                 |                   |            |                   |                 |              |               |
| tranchant (être)   | kì            |                 | kì                | kì         | ki                | kì              | ki           | ki            |
| transpercer        | tɔ̄; sū; kòrɔ̀  |                 | tòrò; tōkòrò      | tɔ̄         | koro              | sū              | ta           | su            |
| travail            | kòsárà        |                 | gùʃárà            | kòsárà     | gòʃárà            | gòʃárà          | kòàkòà       | nàbō          |
| trois              | və̄tà          | vōtà            | və̄tà              | və̄tà       | vōtà              | vɔ̄tà            | vōtà         | vātà          |
| trou               | kùdú; ōgōrō   | kùdú            | kùdú; ōgōrō       | kùdú; gōrō | kùdú; gōrō        | kùdú; gōrō      | kùdú         | kùdú          |
| tu                 | bə̀            | ɓò              | bə̀                | bə̀         | mə̀                | mò              | mà           | mà            |
| tuer               | wō            | wō              | wō                | wō         | w̰o̰                | wō              | wo           | w̰o̰            |
| un                 | bàlē          | bàlē            | bàlē              | bàlē       | bàlē              | gbǔ             | bàlē         | bàlē          |
| urine              | ngɨ́ndɨ̄        | ngíndē          | ngíndī            | ngíndī     | ngéndē            | ngéndā          | ngándē       | ngéndē        |
| venir              | nā; gū        |                 | gū                | nā; gɨ̄     | na; gu            | nə̄; gū          | na; gu       | na; gu        |
| vent               | ə̀yì           | yògú            | ìyì               | ə̀yì        | yùgú              | yìgú            | yìyì         | yìgú          |
| ventre             | ə̄vū; célə́     | vūvū            | ūvū; kə́lə́         | ə̄vū        | kélé              | ə̄vū             | vūvū         | dávū          |
| viande/chair       |               |                 |                   |            |                   |                 |              |               |
| village            | ōgō           | gōgō            | ōgō               | āgɔ̄        | làkpá; ōgō        | làkpó; ogō      | làkpó        | làkpá         |
| voir               | wɨ̄; wū        | wō              | wū                | wū         | w̰ṵ                | wū              | wu           | w̰ṵ            |
| voler (oiseau)     | rɨ̀            | rò              | rì                | rù         | ru                | rū              | ʁu           | lu            |
| voler, dérober     | zɨ̄-āngbā      | zū-ngbāngbā     | zā-āngbā          | zɨ̄-āngbā   | zu-āngbā          | zɨ̄-āngbā        | zɨ-ngbāngā   | zu-ngbā       |
| vomir              | njā           | njā             | njā               | njā        | njà               | njā             | nja          | nza           |
| vouloir            | yīndə́         | yīndí           | yīndə́             | yīndə́      | yendə́ ~ ɲendə́     | yīndə́           | yində́        | gindé         |
| vous               | ʔē; yē        | ʔī              | yē                | ʔēʔē       | ɲē                | ʔē              | ʔē           | ànzá          |